# ناروفليا
ناروفليا (البيلاروسية:Нароўля) هي مدينة في غومل أوبلاست في روسيا البيضاء.تبعد عن مدينة غوميل مسافة 178 كلم.

شعار المدينة

يبلغ عدد سكان المدينة 8,110 نسمة(2009)